# Paris-Roubaix de 1955
A 53.ª edição da Paris-Roubaix teve lugar a 10 de abril de 1955 e foi vencida pelo francês Jean Forestier.

## Classificação final
|    | Ciclista          | Equipa              | Tempo      |
| -- | ----------------- | ------------------- | ---------- |
| 1  | Jean Forestier    | Follis              | 6h 06' 42" |
| 2  | Fausto Coppi      | Bianchi-Pirelli     | + 15"      |
| 3  | Louison Bobet     | Bobet-BP-Hutchinson | m. t.      |
| 4  | Gilbert Scodeller | La Perle-Hutchinson | m. t.      |
| 5  | Raymond Impanis   | Elve-Peugeot        | + 42"      |
| 6  | Ernest Sterckx    | L'Avenir            | m. t.      |
| 7  | Hugo Koblet       | Cilo                | m. t.      |
| 8  | Bernard Gauthier  | Mercier-Hutchinson  | m. t.      |
| 9  | Jacques Dupont    | La Perle-Hutchinson | + 1' 08"   |
| 10 | Joseph Planckaert | Elve-Peugeot        | m. t.      |